# UFC 313
UFC 313: Pereira vs. Ankalaev è stato un evento di arti marziali miste tenuto dalla Ultimate Fighting Championship l'8 marzo 2025 alla T-Mobile Arena di Las Vegas, negli Stati Uniti.

## Risultati
|                                        | Divisione             |                    |                 |                            | Metodo                                      | Round           | Tempo           | Premio          |
| Card Principale                        | Card Principale       | Card Principale    | Card Principale | Card Principale            | Card Principale                             | Card Principale | Card Principale | Card Principale |
| -------------------------------------- | --------------------- | ------------------ | --------------- | -------------------------- | ------------------------------------------- | --------------- | --------------- | --------------- |
| Sfida valida per il titolo di campione | Pesi mediomassimi     | Magomed Ankalaev   | batte           | Alex Pereira (c)           | Decisione unanime (49–46, 48–47, 48–47)     | 5               | 5:00            |                 |
|                                        | Pesi leggeri          | Justin Gaethje     | batte           | Rafael Fiziev              | Decisione unanime (29–28, 29–28, 29–28)     | 3               | 5:00            | FOTN            |
|                                        | Pesi leggeri          | Ignacio Bahamondes | batte           | Jalin Turner               | Sottomissione (triangle choke)              | 1               | 2:29            | POTN            |
|                                        | Pesi paglia femminili | Amanda Lemos       | batte           | Iasmin Lucindo             | Decisione unanime (29–28, 29–28, 29–28)     | 3               | 5:00            |                 |
|                                        | Pesi leggeri          | Maurício Ruffy     | batte           | Bobby Green                | KO (spinning wheel kick)                    | 1               | 2:07            | POTN            |
| Card Preliminare                       |                       |                    |                 |                            |                                             |                 |                 |                 |
|                                        | Pesi mosca            | Joshua Van         | batte           | Rei Tsuruya                | Decisione unanime (30–27, 30–27, 30–27)     | 3               | 5:00            |                 |
|                                        | Pesi medi             | Brunno Ferreira    | batte           | Armen Petrosyan            | Sottomissione (triangle armbar)             | 2               | 4:27            |                 |
|                                        | Pesi welter           | Carlos Leal        | batte           | Alex Morono                | KO tecnico (pugni)                          | 1               | 4:16            |                 |
|                                        | Pesi piuma            | Mairon Santos      | batte           | Francis Marshall           | Decisione non unanime (27–30, 29–28, 29–28) | 3               | 5:00            |                 |
|                                        | Pesi medi             | Ozzy Diaz          | batte           | Djorden Ribeiro dos Santos | Decisione unanime (29–28, 29–28, 29–28)     | 3               | 5:00            |                 |

## Premi
I lottatori premiati ricevettero un bonus di 50.000 dollari.
Legenda:
- FOTN: Fight of the Night (vengono premiati entrambi gli atleti per il miglior incontro dell'evento)
- POTN: Performance of the Night (viene premiato il vincitore per la migliore performance dell'evento)